# Мономания
Монома́ния (от др.-греч. μόνος — один, единственный и μανία — страсть, безумие, влечение) — в психиатрии XIX века: навязчивая или чрезмерная увлечённость одной идеей или субъектом; одностороннее однопредметное помешательство. Больной мономанией назывался мономаном, мономаньяком.

## История
Термин был введён французским психиатром Эскиролем, который обозначал мономанией единичные психические расстройства у людей, чьё психическое здоровье в целом было сохранно. В таком смысле учение о мономании является пережитком в психиатрии. Однако от него остались отдельные термины, например дромомания, клептомания, пиромания.

## Современное использование
Редко врачами-психиатрами это понятие употребляется в настоящее время для обозначения психоза, который проявляется преимущественно одним видом психических расстройств, например слуховыми галлюцинациями или бредом.
В современных классификаторах DSM-5 или МКБ-10 мономания отсутствует, симптомы выделены в другие диагнозы.

### Примеры
- Эротомания (также известная как синдром Де Клерамбо) — иллюзорое мнение о том, что другой человек влюблен в пациента. Может происхоить без подкрепления или даже знакомства с объектом любви.
- Сверхценная идея (фр. Idée fixe) — доминирование некоторой идеи, например, стремление «оставаться худым» при нервной анорексии.
- Клептомания — непреодолимое желание воровать.
- Пиромания — спонтанные импульсы к поджогам.
- Липемания — устаревший термин, обозначение современной концепции депрессии[2]
- Нарциссизм — стремление к удовлетворению болезненного тщеславия.
- Внезапное стремление к убийству — по мнению Этьена-Жана Жорже, внезапное «поражение воли», способное подтолкнуть здравомыслящего человека к убийству[3].

## В культуре

Т. Жерико «Сумасшедшая старуха. Портрет одержимой завистью» («Гиена Сальпетриера»).

Французский психиатр Этьен Жорже, ученик и помощник Ф. Пинеля и ассистент Эскироля заказал художнику Теодору Жерико нарисовать серию портретов душевнобольных, чтобы его студенты могли изучать черты лица мономанов. Между 1821 и 1824 Жерико создал серию из 10 картин таких психически больных.
Термин «мономания» встречается в произведении Ф. М. Достоевского «Преступление и наказание» (1866):

«…тут же из этого и заключали, что самое преступление не могло иначе и случиться как при некотором временном умопомешательстве, так сказать, при болезненной мономании убийства и грабежа, без дальнейших целей и расчётов на выгоду.»

«Мономанией» также страдает главный герой Эдгара Аллана По в его рассказе «Береника».
Про болезнь «Мономанию» в романе А. Дюма «Граф Монте-Кристо» упоминает также тюремный врач во время беседы с комендантом тюрьмы Иф при освидетельствовании скончавшегося узника замка Иф аббата Фариа в главе XIX «Третий припадок».

«- Его звали Фариа? — спросил один из офицеров, сопровождавших коменданта.
— Да, и он уверял, что это старинный род. Впрочем, это был человек весьма ученый и довольно разумный во всем, что не касалось его сокровища. Но в этом пункте, надо сознаться, он был несносен.
— Это болезнь, которую мы называем мономанией, — сказал врач.»